# Lesná (okres Třebíč)
Obec Lesná (do roku 1947 Valdorf) se nachází v okrese Třebíč v Kraji Vysočina. Leží asi 15km západně od Třebíče. Žije zde 91 obyvatel. Obec se skládá ze dvou částí – Chalupy a Ves.
Sousedními obcemi sídla jsou Štěměchy, Želetava a Předín.

## Geografie
Ze severu na jih prochází přes území obce silnice z Předína do Želetavy, východně ze zastavěného území obce vychází silnice a užitková polní cesta pod horu Mařenku, na severním okraji území obce vede východně užitková lesní silnice pod horou Mařenkou. Přes část severního okraje území vede cyklostezka 5216, přes východní okraj území obce vede modrá turistická trasa. 
Valná většina území obce je využívána zemědělsky, lesy jsou až za hranicemi území obce, za východní hranicí území obce jsou lesy velmi výrazné. 
V zastavěném území obce pramení řeka Brtnice, ta pak teče západně a následně se asi po 30 km toku vlévá u Přímělkova do Jihlavy, jihovýchodní hranice území obce je tvořena nepojmenovaným potokem, který se jižně od území obce vlévá do Želetavky. Další zdrojnice tohoto potoka tvoří jihozápadní hranici území obce. Na severním okraji území obce pramení Dašovský potok, který pak teče severně a u Římova se vlévá do Římovky. Mezi místními částmi Chalupy a Ves se nachází výrazný rybník.
Většina území obce se nachází mezi 650 a 670 metry nad mořem, ale území obce je relativně rovinaté. Východně od území obce se však nachází nejvyšší hora okresu Třebíč Mařenka (711 m) a asi 1 km západně od území obce se nachází Hrachová hora (683 m). Obec se nachází v území Zašovického hřbetu, kdy se nachází nedaleko od nejvyššího bodu tohoto útvaru, tímto bodem je hora Mařenka.
Zastavěné území obce se nachází na západním okraji území obce, je rozděleno rybníkem na dvě samostatné místní části Ves a Chalupy, Chalupy jsou severní novější částí, Ves je jižní a starší částí. Na východní hranici území obce pod horou Mařenkou se nacházela zaniklá ves Dašovice.

## Historie
První písemná zmínka o obci pochází z roku 1715, kdy měla být vesnice založena Ignátem z Valdorfu. Valdorfové v tu dobu byli majiteli sádeckého panství a Ignát se dle tehdejšího zvyku vydal k hranicím panství založit vlastní osadu. V 18. století měla být postavena kaple na návsi, dle místní pověsti měla však být vystavěna současně s kostelem nejsvětější Trojice v Třebíči.
V roce 1914 byla ve vsi postavena škola, v roce 1918 pak byly kolem kaple vysázeny k založení nové republiky dvě lípy. V roce 1924 pak byla založena obecní knihovna a o dva roky později byla schválena elektrifikace, která pak byla dokončena v roce 1927. Roku 1938 obec požádala o změnu názvu, ale nakonec byl tehdejší Valdorf přejmenován na Lesnou až v roce 1947. V roce 1949 bylo v obci založeno JZD, to se však v roce 1967 sloučilo do JZD v Želetavě. V roce 1963 byla dokončena stavba velkého kulturního domu a roku 1964 byl také ukončen provoz školy. Mezi lety 1966 a 1977 byla v obci vybudována kanalizace. Po sametové revoluci pak byl do vsi roku 1997 zaveden telefon a roku 1999 byla obec plynofikována.
Do roku 1849 patřila Lesná do sádeckého panství, od roku 1850 patřila do okresu Dačice, pak od roku 1940 do okresu Telč, pak od roku 1945 do okresu Moravské Budějovice a od roku 1960 do okresu Třebíč. Mezi lety 1850 a 1867 patřila Lesná pod Želetavu a mezi lety 1980 a 1990 byla obec začleněna opět pod Želetavu, následně se obec osamostatnila.
| Rok            | 1869 | 1880 | 1890 | 1900 | 1910 | 1921 | 1930 | 1950 | 1961 | 1970 | 1980 | 1991 | 2001 |
| Počet obyvatel | 180  | 226  | 232  | 227  | 222  | 258  | 228  | 203  | 210  | 175  | 129  | 99   | 93   |

## Politika
Do roku 2014 zastával funkci starosty Karel Polenda, od roku 2014 vykonává funkci starosty Bc. Ivo Jeřábek.

### Volby do Poslanecké sněmovny
|       | 2006              | 2010              | 2013              | 2017              | 2021                  |
| ----- | ----------------- | ----------------- | ----------------- | ----------------- | --------------------- |
| 1.    | ČSSD (43,47 %)    | ČSSD (24,52 %)    | ČSSD (34,0 %)     | ANO (29,82 %)     | ANO (28,84 %)         |
| 2.    | KSČM (36,95 %)    | VV (22,64 %)      | KSČM (22,0 %)     | KSČM (15,78 %)    | Piráti+STAN (15,38 %) |
| 3.    | ODS (8,69 %)      | TOP 09 (15,09 %)  | ANO 2011 (14,0 %) | Piráti (14,03 %)  | ČSSD (13,46 %)        |
| účast | 67,65 % (46 z 68) | 70,67 % (53 z 75) | 68,49 % (50 z 73) | 74,03 % (57 z 77) | 71,23 % (52 z 73)     |

### Volby do krajského zastupitelstva
|      | 1.                    | 2.                    | 3.                           | účast             |
| ---- | --------------------- | --------------------- | ---------------------------- | ----------------- |
| 2000 | SNK (42,1 %)          | KSČM (31,57 %)        | 4KOALICE (7,89 %)            | 55,71 % (39 z 70) |
| 2004 | KSČM (40,9 %)         | ODS (18,18 %)         | NEZ (13,63 %)                | 33,84 % (22 z 65) |
| 2008 | ČSSD (56,81 %)        | KSČM (18,18 %)        | DOHODA pro Vysočinu (6,81 %) | 61,11 % (44 z 72) |
| 2012 | ČSSD (33,33 %)        | KSČM (26,66 %)        | Pro Vysočinu (20 %)          | 44 % (31 z 75)    |
| 2016 | ANO 2011 (22,5 %)     | ČSSD (20 %)           | KSČM (20 %)                  | 51,95 % (40 z 77) |
| 2020 | STAN+SNK ED (41,66 %) | ANO (22,22 %)         | KSČM (16,66 %)               | 50 % (36 z 72)    |
| 2024 | ANO (51,35 %)         | STAN+SNK ED (21,62 %) | ODS+TOP 09+STO (13,51 %)     | 53,52 % (38 z 71) |

### Prezidentské volby
V prvním kole prezidentských voleb v roce 2013 první místo obsadil Miloš Zeman (23 hlasů), druhé místo obsadil Jiří Dienstbier (18 hlasů) a třetí místo obsadil Jan Fischer (6 hlasů). Volební účast byla 72,37 %, tj. 55 ze 76 oprávněných voličů. V druhém kole prezidentských voleb v roce 2013 první místo obsadil Miloš Zeman (31 hlasů) a druhé místo obsadil Karel Schwarzenberg (15 hlasů). Volební účast byla 61,33 %, tj. 46 ze 75 oprávněných voličů.
V prvním kole prezidentských voleb v roce 2018 první místo obsadil Miloš Zeman (28 hlasů), druhé místo obsadil Jiří Drahoš (11 hlasů) a třetí místo obsadil Marek Hilšer (8 hlasů). Volební účast byla 72,00 %, tj. 54 ze 75 oprávněných voličů. V druhém kole prezidentských voleb v roce 2018 první místo obsadil Miloš Zeman (34 hlasů) a druhé místo obsadil Jiří Drahoš (19 hlasů). Volební účast byla 69,74 %, tj. 53 ze 76 oprávněných voličů.
V prvním kole prezidentských voleb v roce 2023 první místo obsadil Andrej Babiš (23 hlasů), druhé místo obsadil Petr Pavel (15 hlasů) a třetí místo obsadila Danuše Nerudová (10 hlasů). Volební účast byla 78,08 %, tj. 57 ze 73 oprávněných voličů. V druhém kole prezidentských voleb v roce 2023 první místo obsadil Andrej Babiš (31 hlasů) a druhé místo obsadil Petr Pavel (28 hlasů). Volební účast byla 81,08 %, tj. 60 ze 74 oprávněných voličů.

## Pamětihodnosti
- Kaple z 18. století se dvěma lípami
- Rozhledna Mařenka na hoře Mařence